# 立体效应
立体效应 steric hindrance，理论有机化学的重要概念之一。简单来说，立体效应是由于分子本身各个官能团客观上占据了一定的空间大小，由此产生的诸多影响，称为立体效应。

## 对分子本身结构的影响
官能团之间的相互挤压使得基态分子力图保持能量最低的状态，使得这种挤压协调到最小的程度。这就产生了最低能量构像的问题。对简单分子可以通过构像分析来研究最低能量构像。对于复杂分子，比如蛋白质，则需要借助计算机进行分析。

## 对分子反应结果的影响
这个影响是最有价值的结果，是有机化学不对称合成最根本的理论依据。对于不对称的分子，试剂往往从位阻最小方向进攻底物，生成的产物是主要产物。